# Hippodrome du vieux Château
L'hippodrome du vieux Château se situe à Graignes dans la Manche. C'est un hippodrome de trot avec une piste de 1 034 m en sable, avec corde à gauche.

## Histoire
Un premier hippodrome est créé en 1945 par Raymond Rigault (1910-2006), ancien agriculteur,. Passionné de courses hippiques, il organise cette année-là une course dans les marais de Graignes, en faveur des prisonniers de retour de captivité. L'hippodrome actuel est tracé en 1947. Jusqu'en 1952, il n'accueille qu'une seule réunion annuelle.
La première nocturne est organisée le 30 avril 1960. Il est en France le troisième hippodrome à le proposer après ceux de Vincennes et de Cagnes-sur-Mer.
L'hippodrome acquiert peu à peu une réputation nationale, accueillant une trentaine de réunions annuelles. Graignes doit également à Raymond Rigault une école des lads et des jockeys, ouverte en 1974.
Le 18 septembre 1976, Idéal du Gazeau, après un premier succès sur l'hippodrome de Marville, à Saint-Malo, court pour la seconde fois à Graignes : la course se solde par un second succès, mais le cheval est rétrogradé à la seconde place,. 